# Nizina Środkowoeuropejska
Nizina Środkowoeuropejska (31) (niem. Mitteleuropäisches Tiefland; niderl. Noord-Europese Laagvlakte; duń. Nordeuropæiske Lavland) – region geograficzny w Europie Zachodniej, przedstawiający nizinny obszar leżący na północ od Średniogórza Niemieckiego, Masywu Czeskiego i Wyżyn Polskich, a na południe od mórz Północnego i Bałtyckiego, za którymi znajduje się wypiętrzenie Półwyspu Skandynawskiego. Na wschodzie przedłużeniem Niziny Środkowoeuropejskiej jest wielka Nizina Wschodnioeuropejska, kończąca się na Uralu.
Region, nazywany w starszych opracowaniach Niżem Środkowoeuropejskim, rozpościera się na terytorium Belgii, Holandii, Niemiec, Danii i Polski. Krajobraz, mimo niewielkiego zróżnicowania hipsometrycznego, nie jest jednorodny i posiada dobrze wykształcone formy rzeźby glacjalnej zgrupowane przede wszystkim na pojezierzach (wzniesienia moren czołowych, jeziora polodowcowe, pradoliny). W niektórych publikacjach region bywa także określany jako Niż Zachodnioeuropejski. Komisja Standaryzacji Nazw Geograficznych zaleca stosowanie nazwy Nizina Środkowoeuropejska.

## Obszar i podział na subregiony
O ile północna i południowa granica Niziny są jasno określone przez wybrzeża morskie, góry i wyżyny, o tyle granica zachodnia w okolicy Cieśniny Kaletańskiej, a zwłaszcza wschodnia poza dolną i środkową Wisłą, nie mają wyraźnego wyznacznika i są przyjmowane umownie. Przejście w rozległą Nizinę Wschodnioeuropejską (a konkretnie w jej subregion – Nizinę Wschodniobałtycko-Białoruską) ma charakter strefy stopniowego zanikania jednych i uwydatniania innych cech środowiska przyrodniczego, głównie klimatycznych i botanicznych. Jerzy Kondracki, autor regionalizacji geograficznej Polski i  Europy, omawianą granicę wytyczył w północno-wschodniej Polsce w rejonie dolin Pasłęki, dolnego Bugu i górnego Wieprza w taki sposób, że do Niziny Wschodnioeuropejskiej włączył Pojezierze Mazurskie, Nizinę Północnopodlaską i Polesie Zachodnie, a do Niziny Środkowoeuropejskiej przypisał Pojezierze Iławskie, Nizinę Północnomazowiecką i Nizinę Południowpodlaską.
Najogólniej do Niziny Środkowoeuropejskiej geografowie zaliczają następujące subregiony – Nizinę Flandryjską, Nizinę Holenderską, Nizinę Niemiecką, Półwysep Jutlandzki wraz z wyspami duńskimi oraz Nizinę Polską. Tak zdefiniowany region ma kształt klina o długości ok. 1500 km i szerokości od 150 km na zachodzie do 350 km na wschodzie. W podziale J. Kondrackiego, autor ten ujął Nizinę Środkowoeuropejską jako prowincję w megaregionie Pozaalpejskiej Europy Środkowej, a w jej obrębie wydzielił siedem podprowincji – Półwysep Jutlandzki, Pobrzeża Morza Północnego, Pobrzeża Południowobałtyckie, Pojezierza Południowobałtyckie, Niziny Środkowoniemieckie, Niziny Środkowopolskie, Niziny Brabancko-Westfalskie.

## Środowisko przyrodnicze

### Budowa geologiczna i rzeźba
Nizina Środkowoeuropejska powstała w ramach jednostki geologicznej nazywanej platformą zachodnioeuropejską. Strukturalnie stanowi wgięcie tektoniczne o krystalicznym podłożu, które w paleozoiku, mezozoiku i kenozoiku zapełniło się osadami, przy czym w czwartorzędzie zostało pokryte glinami, piaskami i iłami w wyniku serii zlodowaceń plejstoceńskich. Panują tutaj płaskie lub faliste wysoczyzny wznoszące się tylko wyjątkowo powyżej poziomu 200 m wysokości bezwzględnej. Najwyższym wyniesieniem jest morenowe pasmo Wzgórz Szymbarskich z kulminacją Wieżycy (329 m) na Pojezierzu Kaszubskim.
Niewielkim deniwelacjom towarzyszy różnorodność kilku typów rzeźby. W części zachodniej (Pobrzeża Morza Północnego i Niziny Brabancko-Westfalskie w podziale J. Kondrackiego), cząstkowo tylko podległej zlodowaceniu, głównym czynnikiem rzeźbotwórczym była akumulacja morska i rzeczna. Pozostały obszar Niziny ukształtowała akumulacja lodowcowa o różnym stopniu późniejszego rozmycia. Część centralną i południowo-wschodnią (Niziny Środkowoniemieckie i Środkowopolskie), objętą zasięgiem przedostatniego zlodowacenia, cechuje rzeźba staroglacjalna. Z kolei w części północno-wschodniej (Pobrzeża i Pojezierza Południowobałtyckie), pokrytej ostatnim zlodowaceniem, wytworzyła się rzeźba młodoglacjalna.
W strefie młodoglacjalnej występują jeziora polodowcowe i wały moren czołowych znaczących poszczególne stadia postoju lodowca. Po wewnętrznych stronach moren czołowych ciągną się faliste wysoczyzny moren dennych, a po zewnętrznych stronach leżą równiny sandrowe, przed którymi biegną pradoliny. Krajobraz staroglacjalny przedstawia zdenudowane, równinne wysoczyzny poprzedzielane dolinami rzek, jezior polodowcowych brak, a wyniesienia moren czołowych zostały całkowicie lub w znacznym stopniu zatarte w wyniku denudacji. Dla równin akumulacji morskiej i rzecznej charakterystyczna jest obecność zwydmionych piasków.

### Klimat, szata roślinna i rzeki
Płaskość powierzchni Niziny umożliwia masom powietrza znad Oceanu Atlantyckiego swobodne przemieszczanie się na wschód. Region znajduje się w dziedzinie klimatu umiarkowanego ciepłego, przy czym jego część zachodnia ma klimat morski, zaś wschodnia cechuje się klimatem przejściowym między morskim a kontynentalnym, co oznacza chłodniejsze zimy i cieplejsze lata oraz mniejsze opady roczne niż na zachodzie. W ścisłym nawiązaniu do stosunków klimatycznych występuje zróżnicowanie naturalnej szaty roślinnej – na zachodzie są to siedliska lasów liściastych, głównie bukowych i dębowych, w mozaice z wrzosowiskami, na wschodzie zaś siedliska lasów mieszanych, przede wszystkim dębowo-sosnowych. Wskutek długotrwałej działalności człowieka lasy zajmują dziś jednak niewielkie połacie Niziny, a dominują tereny rolnicze, przemysłowe i osadnicze.
Układ sieci rzecznej Niziny Środkowoeuropejskiej jest zdeterminowany przez rzeźbę polodowcową i nachylenie powierzchni ku północy. Największe rzeki – Ren (dolny odcinek), Wezera, Łaba, Odra i Wisła – płyną z południa na północ, zmieniając kierunek na bardziej równoleżnikowy (zachodni) tam, gdzie korzystają z sieci pradolin. Odcinki południkowe stanowią przełomy przez wały morenowe i wysoczyzny. Reżim rzek ma charakter przejściowy między ustrojem atlantyckim z zasilaniem deszczowym i najwyższym stanem wód zimą, a ustrojem wschodnioeuropejskim z zasilaniem śnieżnym i maksymami wiosennymi. Przejściowość ta odznacza się zasilaniem deszczowym z dwoma szczytami wezbrań – wiosenno-roztopowym i letnio-opadowym.